# Carla Quint
Cornelia Antonia (Carla) Quint (Wageningen, 22 september 1972) is een voormalig Nederlands waterpolospeler.
Carla Quint nam eenmaal deel aan de Olympische Zomerspelen in 2000. Ze eindigde met het Nederlands team op de vierde plaats. In de competitie kwam Quint uit voor Het Ravijn uit Nijverdal en Polar Bears uit Ede. Ze sloot haar carrière af bij ENC Arnhem waar ze nog een jaar Eredivie speelde.
Gillian van den Berg · 
Karla van der Boon · 
Hellen Boering · 
Daniëlle de Bruijn · 
Edmée Hiemstra · 
Karin Kuipers · 
Ingrid Leijendekker · 
Patricia Libregts · 
Mirjam Overdam · 
Heleen Peerenboom · 
Carla Quint · 
Marjan op den Velde · 
Ellen van der Weijden-Bast